# Xã Musselfork, Quận Chariton, Missouri
Xã Musselfork (tiếng Anh: Musselfork Township) là một xã thuộc quận Chariton, tiểu bang Missouri, Hoa Kỳ. Năm 2010, dân số của xã này là 344 người.